# William Alexander Richardson
William Alexander Richardson, född 16 januari 1811 i Fayette County i Kentucky, död 27 december 1875 i Quincy i Illinois, var en amerikansk demokratisk politiker. Han representerade delstaten Illinois i båda kamrarna av USA:s kongress, först i representanthuset 1847–1856 samt 1861–1863 och sedan i senaten 1863–1865. Han var guvernör i Nebraskaterritoriet från januari till december 1858.
Richardson studerade vid Centre College och Transylvania University. Han arbetade sedan som lärare och studerade juridik. Därefter praktiserade han som advokat i Illinois.
Richardson var elektor för James K. Polk i presidentvalet i USA 1844, deltog sedan i mexikansk-amerikanska kriget och befordrades till major. Han efterträdde 1847 Stephen A. Douglas i representanthuset och efterträddes 1856 av Jacob C. Davis. President James Buchanan utnämnde honom till guvernör i Nebraskaterritoriet, men han avgick efter en kort tid i ämbetet.
Richardson tillträdde 1861 på nytt som kongressledamot. Han efterträdde 1863 Orville Hickman Browning som senator för Illinois och efterträddes 1865 av Richard Yates.
Richardson avled 1875 och gravsattes på Woodland Cemetery i Quincy. Richardson County i delstaten Nebraska har fått sitt namn efter William Alexander Richardson.